# 山七镇
山七镇，是中华人民共和国安徽省六安市舒城县下辖的一个乡镇级行政单位。

## 行政区划
山七镇下辖以下地区：
街道社区、庞畈村、谢榜村、小河村、山畈村、俞河村、高山村、杨岭村、双桂村、大河沿村、龙山村、梅方村、三石村、程河村、燕春村、要元村和柯湾村。